# Serguéi Urusevski
Serguéi Pávlovich Urusevski (Сергей Павлович Урусевский) (San Petersburgo, 23 de diciembre de 1908 - Moscú, 12 de noviembre de 1974) fue un director de fotografía soviético, renombrado por sus trabajos en las películas Sórok pervy (El cuadragésimo primero), de Grigori Chujrái, y Cuando pasan las cigüeñas y Soy Cuba, ambas de Mijaíl Kalatózov. 